# Edgelaw Reservoir
Das Edgelaw Reservoir ist ein Stausee in der schottischen Council Area Midlothian.

## Geographie
Der See liegt auf einer Höhe von 196 Metern in der Ebene zwischen den Moorfoot Hills und dem Firth of Forth rund 1,5 Kilometer südwestlich von Temple und 16 Kilometer südöstlich von Edinburgh. Rund einen Kilometer südöstlich befindet sich das Rosebery Reservoir. Das deutlich größere Gladhouse Reservoir liegt 3,5 Kilometer südlich.
Das aus dem Portmore Reservoir abfließende Fullarton Water speist den Stausee an seinem Südwestende. Das Einzugsgebiet beträgt 3222 Hektar. Aus einer mittleren Tiefe von 9,5 Metern und einer Seefläche von 14 Hektar resultiert ein Stauvolumen von 1.320.820 Kubikmetern. Die maximale Tiefe des Edgelaw Reservoirs beträgt 23,5 Meter; sein Umfang zwei Kilometer. Von der Staumauer an der Ostseite fließt der Redside Burn ab, der in den South Esk mündet, der über den Esk in den Firth of Forth entwässert.

## Geschichte
Das Edgelaw Reservoir gehört zu einem Netz von Stauseen entlang der Flüsse North und South Esk. Es wurde im 19. Jahrhundert zur Versorgung von Edinburgh aufgebaut, nachdem die älteren Stauseen in den Pentland Hills nicht mehr den Anforderungen genügten. Der See wurde im Jahre 1880 aufgestaut. Er dient heute noch der Trinkwasserversorgung und wird von Scottish Water betrieben. Der Ingenieur James Leslie plante die Anlage. Als Nebenreservoir des Gladhouse Reservoirs erhöhte das Edgelaw Reservoir die Wasserverfügbarkeit der Bürger Edinburghs um 177 Liter pro Person. Das Stauwerk ist als Kategorie-B-Bauwerk denkmalgeschützt.